# 24 ore del Montello
La 24 ore del Montello è una gara di Ultracycling in Italia, a Santa Maria della Vittoria. Tra le gare di Coppa del Mondo di Ultracycling, è tappa dell'Italian Time Trial Cup sulle durate 6, 12 e 24 ore. La prova da 24 ore premette agli atleti di qualificarsi alla Race Across America. Nel 2020 è stata prova unica dei Campionati Europei Ultracycling 12 e 24 ore.